# 郭卓樺
郭卓樺（英語：Daniel Kwok Cheuk Wah，1972年12月5日—），原名郭文賦，香港男性影視演員、特技人及職業舞蹈教師
，於1989年加入無綫電視的電視製作專業訓練中心無綫電視藝員訓練班第3期藝員進修班，亦參加過新秀歌唱大賽。
郭卓樺擅長演繹的角色多數為反派，如：惡霸、古惑仔、放高利貸等等。因其兇神惡煞的演技令觀眾留下不少深刻印象。其習得的技藝並不限於演戲，亦包括彈鋼琴、二胡與揚琴、玩柔道（啡帶級數）及駕駛除了計程車以外不同種類的車輛（因只有的士牌照未考取）和遊艇。而他擁有可以教授駕駛貨櫃車的資格和執照則於2013年得到。1997年無綫電視節目《K-100》訪問過他有關個人擅長的興趣。

## 背景[註 1]

### 成長過程
郭卓樺於香港西區長大，自出世至中學畢業前的生活皆於西環加惠民道度過，並跟任職警察的父親以及其他家人居住在前已婚警察宿舍（堅尼地城警察宿舍）。其小時候非常頑皮好動，喜歡玩一些有車輪的東西。他曾就讀於聖公會呂明才紀念小學及該校樓上的幼稚園，其後到位於同一條街道的堅尼地城官立中學（即現在的將軍澳官立中學）讀中學。郭卓樺在求學階段的成績都未如理想，不過其藝術方面的才幹就在此時期萌芽。他讀小三至小四年級時獲得機會接觸手風琴，又與當時的小學校長到醫院演出，報聖誕節佳音。另外，他亦開始跟一位司琴姐姐學習彈奏鋼琴。升中之後，郭卓樺參與校內的西方音樂演出，並學習彈奏二胡和揚琴。到中三時更當上學校的二胡樂團首席演奏生。除了接觸音樂之外，他在12至13歲時參加過民眾安全服務少年團，即民安隊，為步操隊的成員。在服務團內得到的經驗令郭卓樺學習到公眾安全的知識。

### 入行經過
他讀完中五後，因為公開考試成績差而未能讀預科，便投身社會工作，考取拯溺執照。而他的第一份工作是當救生員。郭卓樺於私人泳池及公眾泳灘工作過。初時，他在淺水灣石澳沙灘駐守，後因聽聞同事遇過的拯溺經歷而轉往淺水灣山上的私人泳池工作了兩個月，但是由於該泳池附近水靜鵝飛，他再轉到一個私人屋苑的泳池工作，由早上7點工作至晚上9點。期間，郭卓樺到過屋苑對面的超級市場做兼職搬貨工人以賺取更多儲蓄。此外，他加入過游泳隊學習跳水。之後，他經過位於銅鑼灣的「小太陽教育中心」和報讀該中心的影視演藝進修班，學習跳舞。課程結束後適逢1989年無綫電視招收藝員訓練班的學員，郭卓樺遂與朋友前往投考，結果順利被取錄。
他在無綫電視第3期藝員進修班畢業後加入無綫電視，初期飾演一些小角色。又曾在1990年至1992年參與多個拉丁舞業餘公開比賽，獲得冠軍的殊榮。然而，郭卓樺在加入電視台後，於1992年因發生電單車車禍斷了左手左腳而入醫院住了一段時間
，而且要停工8至9個月養傷和暫停跳舞活動。直至1993年至1994年，他因被電影《天若有情》的幕後人員計劃過的飛車場面吸引而打算加入該汽車特技組。最初組長拒絕他的請求。其後見他過了兩三年仍然盛意拳拳，又願意免費幫忙不收酬勞，於是給予郭卓樺一個機會當跟班，負責打雜工作。他後來正式當上汽車特技人，同時，由於自己愛玩火，所以負責其他特殊效果的過程，亦即當火人替身。此時，郭卓樺在電視台和電影幕後特技組兩邊遊走。不少的電影、電視及廣告等作品中的汽車特技場面均由他參與拍攝。

### 自我進修
進入2000年後，他想另覓其他出路，便重新開始跳舞，繼續發展其舞蹈興趣。他不但當上保險從業員與地產經紀，還向舞蹈界的知名老師兼考試官陳少玲拜師學藝。自2003年起，郭卓樺前後花了12年時間完成合共14個職業舞蹈教師考試。他最終在2015年完成心願，考取合共14個 Highly Commented 和 Distinction 之優異成績成為最高級別的職業舞蹈教師「高級院士」。與此同時，他成為香港總共四位擁有英國皇家舞蹈教師協會以及英國國際舞蹈教師協會舞蹈導師資格的其中一員。2012年，他離開服務了23年的香港電視廣播有限公司，才他選擇轉投香港電視網絡（HKTV），三年後與香港電視的結束合約，但他亦於2015年約滿後離開了。

### 個人發展
雖然郭卓樺現時沒有合約在身，但他依然對演戲仍抱著濃厚的興趣。因此，他在2015年與樂視（LeEco）簽約，在其影視作品中演出。現時，他主要來往中港兩地從事幕後特技人的工作，又會當舞蹈導師教導教師學生跳舞。另外，多年來他在香港及東南亞職業 / 業餘公開賽中獲獎無數，在各大比賽中也擔任其中一位大會裁判。他還摯力推廣舞蹈藝術，開辦了「職業/業餘」文憑級別考試課程；亦為影視製作和表演活動擔任舞蹈指導及舞蹈編排，例如他近年為「展翅青見計劃」擔任兼職拉丁舞課程導師，包括編制課程內容、安排級別考試。而在特技人方面，他現已為指導級人馬。與此同時，也有親身演出，例如在2014年電影《那夜凌晨，我坐上旺角開往大埔的紅Van》當中，在無人世界的生還者在茶餐廳商討之際，角色「油頭毒撚」（Jan Curious 飾演）全身着火，從廚房衝出來，然後跌倒在街頭被燒死一幕，是由郭卓樺當火人替身的危險演出。

## 軼聞
- 2007年，郭卓樺與電影汽車特技組的人員負責過荷李活電影《蝙蝠俠黑夜之神》在香港取景時的拍攝工作。
- 他是2009年電影《瘋狂的賽車》的特技組成員之一。
- 郭卓樺在香港電台《守下留情》的訪問中表示自己其實是一個膽怯的人，不像幕前演出般勇敢。例如他於2005年至2006年期間到澳洲玩笨豬跳時在臨跳前感到怯場。
- 他在香港電台《守下留情》的訪問中提及自己自小喜歡玩有車輪的東西，所以滑板（姨丈不要時送給他的）和滑輪是他愛玩的玩具。他在小學二三年級時，曾經因為踏單車落斜出了意外以致擦傷面部，而該架BMX單車在撞倒燈柱後亦都斷開兩截。郭卓樺回家後被父親責備，並到醫院接受治療。
- 郭卓樺有時會自己作詞和作曲，自彈自唱打發時間。
- 他於入行初期考取其電單車駕駛執照，只需要一次考試就獲得駕駛資格。因為當年無綫電視很少藝人懂得駕駛電單車，所以他便有機會當特技人替身協助拍攝劇集。
- 他之所以考不同的車種牌照，不單只是因為要留有後路，而且是因為懂得駕駛不同的車種有利自己親身掌控、指導或拍攝飛車特技場面。[註 4]

## 演出作品

### 電視劇（無綫電視）
*以下列表只記錄郭卓樺演出過的劇集作品，若有遺漏，請協助補充相關資料。
| 首播   | 劇名                 | 角色                                                  | 備註                                                                                    |
| 1990年 | 自梳女               | 葉永基                                                |                                                                                         |
| 1990年 | 烏金血劍             | 阿 球                                                 |                                                                                         |
| 1990年 | 人在邊緣             | 公 安                                                 |                                                                                         |
| 1991年 | 命運快車             | 囚 犯                                                 |                                                                                         |
| 1991年 | 三八佳人             | 杜日年同事                                            |                                                                                         |
| 1991年 | 我係黃飛鴻           | 乞 丐                                                 |                                                                                         |
| 1991年 | 月兒彎彎照九州       | 路 人                                                 |                                                                                         |
| 1991年 | 血璽金刀             | 柳家弟子 徒 弟 亭 徒                                  |                                                                                         |
| 1991年 | 命運迷宮             | 便衣警察                                              |                                                                                         |
| 1991年 | 老友鬼鬼             | 阿 釘                                                 |                                                                                         |
| 1991年 | 男盜女差             | 裝修工人                                              |                                                                                         |
| 1991年 | 藍色風暴             | Jackie                                                |                                                                                         |
| 1991年 | 大家族               | 蔣健兒朋友                                            |                                                                                         |
| 1991年 | 今生無悔             | Jackey                                                |                                                                                         |
| 1991年 | 皇家鐵馬             | 流 氓                                                 | 第5集《鐵馬俏佳人》                                                                     |
| 1991年 | 情陷特區             | 男 工                                                 |                                                                                         |
| 1991年 | 怒海孤鴻             | 公 安                                                 |                                                                                         |
| 1991年 | 蜀山奇俠之仙侶奇緣   | 阿 星                                                 |                                                                                         |
| 1991年 | 我愛玫瑰園           | Eddie                                                 |                                                                                         |
| 1992年 | 極度空靈             | 祥 CID 綁 匪                                          | 第一集：人鬼情 第二集：不准吸煙 第五集：運轉乾坤                                        |
| 1992年 | 愛生事家庭           | 曾國昌                                                |                                                                                         |
| 1992年 | 沖天小子             | 飛車黨成員                                            |                                                                                         |
| 1992年 | 九反威龍             | 有錢公子                                              |                                                                                         |
| 1992年 | 龍影俠               | 費向右                                                |                                                                                         |
| 1992年 | 壹號皇庭             | 超                                                    |                                                                                         |
| 1992年 | 龍的天空             | 汽車經紀                                              |                                                                                         |
| 1992年 | 捉妖奇兵             | 無 賴                                                 |                                                                                         |
| 1992年 | 拳王賭至尊           | 侍 應                                                 |                                                                                         |
| 1992年 | 重案傳真             | 余小明胞弟                                            | 第三單元                                                                                |
| 1992年 | 巨人                 | 手 下                                                 |                                                                                         |
| 1992年 | 大時代               | Marco                                                 | 第33 - 35集                                                                             |
| 1993年 | 居者冇其屋           | 岑先生                                                |                                                                                         |
| 1993年 | 金牙大狀             | 大 漢                                                 |                                                                                         |
| 1993年 | 武尊少林             | 日月教弟子                                            |                                                                                         |
| 1993年 | 原振俠               | 亞 樺                                                 |                                                                                         |
| 1993年 | 壹號皇庭II           | 超                                                    |                                                                                         |
| 1993年 | 龍兄鼠弟             | 職 員                                                 |                                                                                         |
| 1993年 | 飛星尋龍             | 同性戀者                                              |                                                                                         |
| 1993年 | 大頭綠衣鬥殭屍       | 屠萬富手下                                            |                                                                                         |
| 1993年 | 雌雄大老千           | 有錢公子                                              |                                                                                         |
| 1993年 | 天倫                 | 大 鼻                                                 |                                                                                         |
| 1993年 | 馬場大亨             | 超                                                    |                                                                                         |
| 1994年 | 壹號皇庭III          | 超                                                    |                                                                                         |
| 1994年 | 射鵰英雄傳之南帝北丐 | 讀（大理國大臣）                                      |                                                                                         |
| 1994年 | 射鵰英雄傳           | 漁                                                    |                                                                                         |
| 1994年 | 金毛獅王             | 西藏雙毒                                              |                                                                                         |
| 1994年 | 千歲情人             | 阿 祖                                                 |                                                                                         |
| 1994年 | 黃飛鴻系列之鐵膽梁寬 | 林大河手下                                            |                                                                                         |
| 1994年 | 親恩情未了           | 小 妖                                                 |                                                                                         |
| 1994年 | 新父子時代           | 阿 毛                                                 |                                                                                         |
| 1994年 | 新重案傳真           | 狗 牙                                                 | 第三單元                                                                                |
| 1994年 | 黃浦傾情             | 陳 九                                                 |                                                                                         |
| 1994年 | 婚姻物語             | 余                                                    |                                                                                         |
| 1994年 | 孤星劍               | 山 賊                                                 |                                                                                         |
| 1994年 | 烈火狂奔             | 趙子榮                                                |                                                                                         |
| 1994年 | 阿Sir早晨            | 保 姆                                                 | 第17集                                                                                  |
| 1994年 | 清宮氣數錄           | 成                                                    |                                                                                         |
| 1995年 | 神鵰俠侶             | 王志坦                                                |                                                                                         |
| 1995年 | 餐餐有宋家           | 大佬堅                                                | 第155 - 156集                                                                           |
| 1995年 | 壹號皇庭IV           | 超                                                    |                                                                                         |
| 1995年 | 一切從失蹤開始       | 阿 倫                                                 |                                                                                         |
| 1995年 | 命轉乾坤             | 安                                                    |                                                                                         |
| 1995年 | 刀馬旦               | 志 文                                                 |                                                                                         |
| 1995年 | O記實錄              | 富貴仔手下                                            |                                                                                         |
| 1995年 | 前世冤家             | Arron / Tony                                          |                                                                                         |
| 1995年 | 新同居關係           | 酒 保                                                 |                                                                                         |
| 1995年 | 包青天               | 容 英                                                 | 單元五：《人皮面具》、第21 - 25集                                                       |
| 1995年 | 總有出頭天           | Alex                                                  |                                                                                         |
| 1995年 | 刑事偵緝檔案         | 酒吧職員                                              |                                                                                         |
| 1995年 | 真情                 | 阿 標                                                 | 劇集播放至1999年                                                                        |
| 1996年 | 河東獅吼             | 江 彬                                                 |                                                                                         |
| 1996年 | 西遊記               | 羊力國師                                              |                                                                                         |
| 1996年 | O記實錄II            | 添 少                                                 |                                                                                         |
| 1996年 | 笑傲江湖             | 洪人雄                                                |                                                                                         |
| 1996年 | 聊齋                 | 兵 頭                                                 | 《狐仙報恩》篇                                                                          |
| 1996年 | 廉政行動組           | 優皮手下                                              |                                                                                         |
| 1996年 | 有肥人終成眷屬       | Benny                                                 |                                                                                         |
| 1996年 | 天降財神             | Andy                                                  |                                                                                         |
| 1996年 | 900重案追兇          | 李日升                                                | 第1-4集                                                                                 |
| 1996年 | 真情                 | 電單車司機                                            | 第604集                                                                                 |
| 1997年 | 美味天王             | 侍 應                                                 |                                                                                         |
| 1997年 | 真命天師             | 缺地子                                                |                                                                                         |
| 1997年 | 樂壇插班生           | 杜                                                    |                                                                                         |
| 1997年 | 天龍八部             | 蔣舵主                                                |                                                                                         |
| 1997年 | 狀王宋世傑           | 衙 差                                                 |                                                                                         |
| 1997年 | 鑑證實錄             | 記 者                                                 |                                                                                         |
| 1997年 | 難兄難弟             | 化粧師 / 梳頭師                                       |                                                                                         |
| 1997年 | 圓月彎刀             | 勝                                                    |                                                                                         |
| 1997年 | 苗翠花               | 阿 牛                                                 |                                                                                         |
| 1997年 | 刑事偵緝檔案III      | 白鳥居酒吧酒保                                        | 檔案十：幕後玩家（第37 - 40集）                                                         |
| 1998年 | 花木蘭               | 探 子                                                 | 第19集                                                                                  |
| 1998年 | 外父唔怕做           | 吳家明                                                |                                                                                         |
| 1998年 | 離島特警             | 阿 昌                                                 |                                                                                         |
| 1998年 | 鹿鼎記               | 罕帖摩                                                |                                                                                         |
| 1998年 | 陀槍師姐             | 歐健全                                                |                                                                                         |
| 1998年 | 西遊記（貳）         | 大鵬精                                                |                                                                                         |
| 1998年 | 烈火雄心             | 王駿發手下                                            |                                                                                         |
| 1998年 | 天地豪情             | 殺 手                                                 |                                                                                         |
| 1998年 | 廉政行動1998         | 梁志昆手下                                            | 單元五：《特別通道》                                                                    |
| 1999年 | 反黑先鋒             | 超 人                                                 |                                                                                         |
| 1999年 | 寵物情緣             | 軍 警                                                 |                                                                                         |
| 1999年 | 金玉滿堂             | 惡 霸                                                 |                                                                                         |
| 1999年 | 鑑證實錄II           | 展老大打手                                            | 第2 - 4集                                                                               |
| 1999年 | 創世紀               | 郭師傅                                                | 第12集                                                                                  |
| 1999年 | 人龍傳說             | 掌 櫃                                                 | 第13、15集                                                                              |
| 2000年 | 雷霆第一關           | 白 馬                                                 |                                                                                         |
| 2000年 | 生命有TAKE2          | 大 Dee                                                |                                                                                         |
| 2000年 | 妙手仁心II           | 文 翁                                                 |                                                                                         |
| 2001年 | 美味情緣             | 彭偉其                                                |                                                                                         |
| 2001年 | 勇探實錄             | 寶                                                    |                                                                                         |
| 2001年 | 娛樂反斗星           | 記 者                                                 |                                                                                         |
| 2001年 | 陀槍師姐III          | 歐健全                                                |                                                                                         |
| 2001年 | 酒是故鄉醇           | 阿 楊                                                 |                                                                                         |
| 2001年 | 皆大歡喜             | 盜 賊                                                 | 第1集                                                                                   |
| 2001年 | 封神榜               | 敖 丙                                                 |                                                                                         |
| 2002年 | 騎呢大狀             | 阿 廣                                                 |                                                                                         |
| 2002年 | 皆大歡喜             | 船 家 獨孤九劍 御 廚 工 人 陸合彩 賊 仔 西門慶 貴利佬 | 第93、137集 第109、110集 第170、171、176、185集 第215集 第226集 第245集 第260集 第297集 |
| 2002年 | 無考不成冤家         | 余積慶                                                |                                                                                         |
| 2002年 | 談判專家             | 簡繼祖                                                |                                                                                         |
| 2002年 | 戇夫成龍             | 火炕東                                                |                                                                                         |
| 2002年 | 無頭東宮             | 貝將軍                                                |                                                                                         |
| 2003年 | 十萬噸情緣           | 齊傍友                                                |                                                                                         |
| 2003年 | 洗冤錄II             | 鄭 華                                                 | 第8-9集                                                                                 |
| 2003年 | 花樣中年             | 長河護衛 護衛員                                       | 第8集 第19集                                                                            |
| 2003年 | 繾綣仙凡間           | 村 民 街 坊 人力車車伕                                |                                                                                         |
| 2003年 | 黑夜彩虹             | 警 察                                                 | 第18集                                                                                  |
| 2003年 | 律政新人王           | 余志堅                                                |                                                                                         |
| 2003年 | 衛斯理               | 馬 昌                                                 |                                                                                         |
| 2003年 | 皆大歡喜             | 阿 信 金毛祥 金毛飛 騎 士 酒 保 大 漢 電單車手        | 第41集 第73集 第86集 第107集 第129集 第142集 第165集                                    |
| 2003年 | 西關大少             | 舞蹈老師 搭訕男食客                                   | 第5集 第13集                                                                            |
| 2004年 | 怪俠一枝梅           | 酒 客                                                 |                                                                                         |
| 2004年 | 皆大歡喜             | Andy 鐵騎士                                           | 第299集 第398集                                                                         |
| 2004年 | 翡翠戀曲             | 裝修師傅                                              |                                                                                         |
| 2004年 | 無名天使3D           | 洪志仁                                                |                                                                                         |
| 2004年 | 楚漢驕雄             | 紀 信                                                 |                                                                                         |
| 2004年 | 水滸無間道           | 黑騎工 / 殺 手                                        |                                                                                         |
| 2004年 | 下一站彩虹           | Francis                                               |                                                                                         |
| 2004年 | 隔世追兇             | 李 強                                                 | 第4 - 6集                                                                               |
| 2004年 | 青出於藍             | Mac                                                   |                                                                                         |
| 2004年 | 陀槍師姐IV           | 口水全                                                |                                                                                         |
| 2004年 | 爭分奪秒             | 龍                                                    |                                                                                         |
| 2005年 | 奪命真夫             | 天堃保安                                              |                                                                                         |
| 2005年 | 佛山贊師父           | 阿 耀                                                 |                                                                                         |
| 2005年 | 學警雄心             | Albert                                                |                                                                                         |
| 2005年 | 隨時候命             | 湯本信                                                |                                                                                         |
| 2005年 | 秀才遇著兵           | 王 廣                                                 | 第13集                                                                                  |
| 2005年 | 酒店風雲             | 雞 哥                                                 |                                                                                         |
| 2005年 | 妙手仁心III          | 林 尼                                                 |                                                                                         |
| 2005年 | 開心賓館             | 勇哥手下                                              |                                                                                         |
| 2005年 | 老婆大人             | 華 Dee                                                |                                                                                         |
| 2005年 | 心花放               | 翻版碟賣家                                            |                                                                                         |
| 2005年 | 我師傅係黃飛鴻       | 山 賊                                                 |                                                                                         |
| 2006年 | 賭場風雲             | 放高利貸者                                            |                                                                                         |
| 2006年 | 追魂交易             | 攝影師                                                | 劇集已於2004年於海外推出                                                                |
| 2006年 | 鐵血保鏢             | 癩痢頭                                                |                                                                                         |
| 2006年 | 滙通天下             | 惡 夫                                                 | 第8集                                                                                   |
| 2006年 | 人生馬戲團           | 二虎後人                                              | 第10集                                                                                  |
| 2006年 | 鳳凰四重奏           | 大排檔食客 大偈                                       | 第23集 第27集                                                                           |
| 2006年 | 肥田囍事             | 企業家（飛機乘客）                                    |                                                                                         |
| 2006年 | 愛情全保             | 特技演員                                              |                                                                                         |
| 2006年 | 法證先鋒             | 喪 強                                                 |                                                                                         |
| 2006年 | 東方之珠             | 花老師                                                |                                                                                         |
| 2007年 | 師奶兵團             | 小 強                                                 |                                                                                         |
| 2007年 | 突圍行動             | 阿 力                                                 |                                                                                         |
| 2007年 | 迎妻接福             | 賭 客                                                 |                                                                                         |
| 2007年 | 舞動全城             | Simon                                                 | 第5、20集                                                                               |
| 2007年 | 廉政行動2007         | 老虎仔                                                |                                                                                         |
| 2007年 | 學警出更             | 宋軒龍                                                |                                                                                         |
| 2007年 | 通天幹探             | 黎浩東                                                |                                                                                         |
| 2007年 | 同事三分親           | 來酒店追債的人 浦錦文 金毛飛                          | 第25集（2007年） 第144集（2007年） 第287集（2008年）                                    |
| 2007年 | 歲月風雲             | 米 高                                                 |                                                                                         |
| 2007年 | 律政新人王II         | 葉志開                                                |                                                                                         |
| 2008年 | 原來愛上賊           | Gordon                                                |                                                                                         |
| 2008年 | 疑情別戀             | 洪朝偉                                                |                                                                                         |
| 2008年 | 少年四大名捕         | 神經人                                                |                                                                                         |
| 2008年 | 法證先鋒II           | 何忠泰                                                | 第23 - 25集                                                                             |
| 2009年 | 大冬瓜               | 關 仁                                                 |                                                                                         |
| 2009年 | 老婆大人II           | Ringo                                                 |                                                                                         |
| 2009年 | 蔡鍔與小鳳仙         | 林大勇                                                |                                                                                         |
| 2009年 | 古靈精探B            | 洪 二                                                 | 第12、13集                                                                              |
| 2009年 | 巴不得爸爸...        | 展 哥                                                 |                                                                                         |
| 2009年 | 學警狙擊             | 宋軒龍                                                |                                                                                         |
| 2009年 | 老友狗狗             | 郭 華                                                 |                                                                                         |
| 2009年 | 畢打自己人           | 天 嘉 穎                                              | 第154集 第293集                                                                         |
| 2009年 | 烈火雄心3            | 縱火者                                                |                                                                                         |
| 2009年 | 廉政行動2009         | 殺 手                                                 | 單元一《造市》                                                                          |
| 2010年 | 依家有喜             | 強                                                    |                                                                                         |
| 2010年 | 誘情轉駁             | 疊碼仔                                                | 第8集                                                                                   |
| 2010年 | 情越雙白線           | 鄭永泰                                                |                                                                                         |
| 2010年 | 讀心神探             | 良                                                    | 第11 - 16集                                                                             |
| 2010年 | 巾幗梟雄之義海豪情   | 游擊隊隊員                                            |                                                                                         |
| 2010年 | 談情說案             | 細                                                    | 第16、17集                                                                              |
| 2010年 | 刑警                 | 袁國雄                                                | 第12 - 14集                                                                             |
| 2010年 | 天天天晴             | 機車賊                                                |                                                                                         |
| 2010年 | 囧探查過界           | 李國鵬                                                | 第12 - 14集                                                                             |
| 2010年 | 五味人生             |                                                       |                                                                                         |
| 2010年 | 掌上明珠             |                                                       |                                                                                         |
| 2010年 | 情人眼裏高一D        | 記 者                                                 |                                                                                         |
| 2010年 | 秋香怒點唐伯虎       | 明                                                    |                                                                                         |
| 2010年 | 飛女正傳             | 威                                                    |                                                                                         |
| 2010年 | 公主嫁到             | 茨菰小販                                              | 第16集                                                                                  |
| 2011年 | 誰家灶頭無煙火       | 吳卓富                                                | 第58集                                                                                  |
| 2011年 | 蓋世孖寶             | 蔡 強                                                 | 劇集已於2005年於海外推出                                                                |
| 2011年 | 駁命老公追老婆       | 記 者                                                 | 劇集已於2002年於海外推出                                                                |
| 2011年 | 布衣神相             | 仇五花                                                | 劇集已於2006年於海外推出                                                                |
| 2011年 | 不速之約             | 職業殺手                                              |                                                                                         |
| 2011年 | Only You 只有您      | 司 機                                                 | 第27 - 30集                                                                             |
| 2011年 | 真相                 | 火 雞                                                 | 第16 - 19集                                                                             |
| 2011年 | 洪武三十二           | 陳 刀                                                 |                                                                                         |
| 2011年 | 女拳                 | 暴 徒                                                 | 第31集                                                                                  |
| 2011年 | 點解阿Sir係阿Sir     | 安景富                                                | 第9、11、12、19、20集                                                                   |
| 2011年 | 仁心解碼             | 馮 錦                                                 | 第10集                                                                                  |
| 2011年 | 潛行狙擊             | 張磊落                                                |                                                                                         |
| 2012年 | 我外母唔係人         | 比賽選手                                              | 劇集已於2007年於海外推出                                                                |
| 2012年 | 驚艷一槍             | 司徒殘                                                | 劇集已於2005年於海外推出                                                                |
| 2012年 | 東西宮略             | 侍 衛                                                 |                                                                                         |
| 2012年 | 拳王                 | 洪日照                                                |                                                                                         |
| 2012年 | 耀舞長安             | 朱攬月之丈夫                                          |                                                                                         |
| 2012年 | 換樂無窮             | 榮家保鑣                                              |                                                                                         |
| 2012年 | 盛世仁傑             | 鐵 戰                                                 | 第16、17集                                                                              |
| 2012年 | 造王者               | 陳二石                                                |                                                                                         |
| 2012年 | 回到三國             | 袁副將                                                | 第22、24、25集                                                                          |
| 2012年 | 怒火街頭2            | 華                                                    |                                                                                         |
| 2012年 | 飛虎                 | 潘正男                                                |                                                                                         |
| 2013年 | 談談情·練練武        | 華 仔                                                 | 劇集已於2002年於海外推出                                                                |
| 2013年 | 神探高倫布           | 法 醫                                                 |                                                                                         |

### 電視劇（香港電視網絡）
| 首播   | 劇名           | 角色     | 備註 |
| 2014年 | 選戰           | 徐錦泉   |      |
| 2015年 | 開腦儆探       | 何銳堅   |      |
| 2015年 | 夜班           | 靈車司機 |      |
| 2015年 | 第二人生       | 小天王   |      |
| 2015年 | 我阿媽係黑玫瑰 | 海 星    |      |
| 2015年 | 大眾情性       | 舞蹈教師 |      |

### 電視劇（港台電視31、31A）
| 首播   | 劇名     | 角色   | 備註               |
| 2018年 | 運輸背後 | 曹先生 | 單元：《不容有失》 |

### 網絡劇
| 首播   | 劇名     | 角色 | 備註 |
| 優酷   |          |      |      |
| 2018年 | 蚀日风暴 | Max  |      |

### 電視電影
| 首映   | 電影名 | 角色           | 備註 |
| 1992年 | 羣星會 |                |      |
| 2003年 | 妒火線 | 陳日飛（大飛） |      |
| 2004年 | 紅杏劫 | 舞蹈助教       |      |

### 電影
| 首映   | 電影名        | 角色       | 備註 |
| 1991年 | 豪門夜宴      |            |      |
| 1992年 | 逃學威龍2     | 飛虎隊隊員 |      |
| 1995年 | 明日天涯      |            |      |
| 1995年 | 共闖天涯      |            |      |
| 1995年 | 爆炸令        |            |      |
| 2008年 | 機動部隊 絕路 | CID        |      |
| 2016年 | 驚心破        | 救護車司機 |      |

### 綜藝節目（無綫電視）
| 首播   | 節目名 | 備註 |
| 1995年 | K-100  | 嘉賓 |

### 動作特技
| 年份     | 作品名                                | 備註       |
| 香港劇集 |                                       |            |
| 2014年   | 警界線                                |            |
| 2014年   | 選戰                                  |            |
| 2015年   | 還來得及再愛你                        |            |
| 2015年   | 開腦儆探                              |            |
| 2015年   | 夜班                                  |            |
| 2018年   | 特技人                                |            |
| 香港電影 |                                       |            |
| 1994年   | 重案實錄之水箱藏屍                    |            |
| 1995年   | 殺戮少年                              |            |
| 1995年   | 重案實錄污點證人                      |            |
| 1995年   | 城市炸彈                              |            |
| 1997年   | G4特工                                |            |
| 1998年   | 戆豆豆追女仔                          |            |
| 1998年   | 豹妹                                  |            |
| 1998年   | 野獸刑警                              |            |
| 1999年   | 特技人之冷暖心聲冷暖情                |            |
| 1999年   | 紫雨風暴                              |            |
| 1999年   | 黑馬王子                              |            |
| 2000年   | 顺流逆流                              |            |
| 2000年   | 公元2000AD                            |            |
| 2001年   | 我的野蠻同學                          |            |
| 2001年   | 敵對                                  |            |
| 2001年   | 重装警察                              |            |
| 2001年   | 特務迷城                              |            |
| 2002年   | 夕陽天使                              |            |
| 2002年   | 迷離警界之鬼車                        |            |
| 2003年   | 雙雄                                  |            |
| 2004年   | 爱·作戰                               |            |
| 2004年   | 旺角黑夜                              |            |
| 2005年   | 猛龍                                  |            |
| 2006年   | 狗咬狗                                |            |
| 2007年   | 女人．本色                            |            |
| 2007年   | 鐡三角                                |            |
| 2008年   | 青苔                                  |            |
| 2008年   | 保持通话                              |            |
| 2008年   | 大搜查之女                            |            |
| 2008年   | 深海尋人                              |            |
| 2009年   | 竊聽風雲                              |            |
| 2010年   | 飛砂風中轉                            |            |
| 2010年   | 全城熱戀                              |            |
| 2010年   | 復仇者之死                            |            |
| 2011年   | 報應                                  |            |
| 2012年   | 八星報喜                              |            |
| 2013年   | 末日派對                              |            |
| 2014年   | 救火英雄                              |            |
| 2014年   | 竊聽風雲3                             |            |
| 2014年   | 那夜凌晨，我坐上了旺角開往大埔的紅Van |            |
| 2014年   | 賭城風雲                              |            |
| 2014年   | Z風暴                                 |            |
| 2015年   | 十月初五的月光                        |            |
| 2016年   | 樹大招風                              |            |
| 2016年   | 選老坐                                |            |
| 中國電影 |                                       |            |
| 2005年   | 無極                                  |            |
| 2009年   | 瘋狂的賽車                            |            |
| 2013年   | 一場風花雪月的事                      |            |
| 2014年   | 命運派對                              |            |
| 2015年   | 角逐                                  | 胡明凱替身 |
| 外國電影 |                                       |            |
| 2008年   | 蝙蝠俠-黑夜之神                       | 香港拍攝   |

### 其他
- 2017年：Big Big 車王（Big Big Channel，無綫電視）

## 外部連結
- 郭卓樺的新浪微博
- 郭卓樺在香港影庫上的簡介
- 郭卓樺 – 鐵騎網誌 （页面存档备份，存于）